# Бентли, Джеймс
Джеймс Бентли (англ. James Bentley; род. 14 июля 1992) — американский актёр, дебютировавший в 2001 году. Лауреат премии «Молодой актёр» в категории «Лучшая работа в кинофильме — актёр до десяти лет».

## Биография
Бентли родился в 1992 году. Дебютировал в кино в получившем широкую известность фильме 2001 года «Другие». Он и другая юная актриса Алакина Манн, сыгравшая его сестру, получили роли, обойдя более 5000 претендентов. Эта работа принесла актёру награду «Молодой актёр» и номинацию на премию «Гойя». После этого в 2004 году Бентли появился в небольших ролях в картинах «Жизнь и смерть Питера Селлерса» и «Римская империя: Нерон».
В 2013 и 2014 годах удостаивался премии театра города Ноттингем за лучшую мужскую роль в постановках. Помимо актёрской карьеры также работает в этом театре как помощник менеджера.
В 2015 году окончил Ноттингемский университет по направлению менеджмент.

## Фильмография
| Год  |    | Русское название               | Оригинальное название               | Роль           |
| ---- | -- | ------------------------------ | ----------------------------------- | -------------- |
| 2001 | ф  | Другие                         | The Others                          | Николас Стюарт |
| 2004 | ф  | Жизнь и смерть Питера Селлерса | The Life and Death of Peter Sellers | Майкл Селлерс  |
| 2004 | тф | Римская империя: Нерон         | Imperium: Nero                      | юный Нерон     |
| 2010 | с  | Фишки. Деньги. Адвокаты        | The Defenders                       | Рикки          |

## Награды и номинации
| Год  | Награда       | Категория                                                          | Результат |
| ---- | ------------- | ------------------------------------------------------------------ | --------- |
| 2002 | Молодой актёр | Лучшая работа в кинофильме — актёр до десяти лет за фильм «Другие» | Победа    |
| 2002 | Гойя          | Лучший мужской актёрский дебют за фильм «Другие»                   | Номинация |